# 丰干湖
丰干湖是一个位于中国新疆维吾尔族自治区且末县的湖泊，面积约为10平方千米。